# Merzling
Le merzling est un cépage de cuve allemand de raisins blancs.

## Origine et répartition géographique
Le cépage est une obtention de Johannes Zimmermann dans l'institut Staatliches Weinbauinstitut Freiburg à Fribourg-en-Brisgau. L'origine génétique est vérifiée : c'est un croisement des cépages seyval blanc × (riesling × ruländer) réalisé vers 1960. Le cépage est autorisé dans de nombreux Länder en Allemagne. Il est également autorisé en Belgique.
Le merzling est un hybride avec des parentages de Vitis vinifera, Vitis rupestris et Vitis aestivalis.

## Caractères ampélographiques
- Feuilles adultes, à 5 lobes,  un sinus pétiolaire étroit

## Aptitudes culturales
La maturité est de deuxième époque précoce: 10 jours après le chasselas.

## Potentiel technologique
Les grappes  sont grandes et les baies sont de taille moyenne à grande.

## Synonymes
Le merzling est connu sous le nom de FR 993-60